# ورد بواسييه
ورد بواسييه (الاسم العلمي:Rosa boissieri) هو نوع من النباتات يتبع جنس الورد من الفصيلة الوردية.